# Домбрувка-Дольна
Домбрувка-Дольна (пол. Dąbrówka Dolna, нім. Eichendorf) — село в Польщі, у гміні Покуй Намисловського повіту Опольського воєводства.
Населення — 226 осіб (2011).

## Демографія
Демографічна структура станом на 31 березня 2011 року:
|          | Загалом | Допрацездатний вік | Працездатний вік | Постпрацездатний вік |
| -------- | ------- | ------------------ | ---------------- | -------------------- |
| Чоловіки | 117     | 19                 | 86               | 12                   |
| Жінки    | 109     | 23                 | 65               | 21                   |
| Разом    | 226     | 42                 | 151              | 33                   |